# James Gillett
James Norris Gillett (20 de septiembre de 1860 – 20 de abril de 1937) fue un político de California, quien sirvió como el Gobernador de California desde el 9 de enero de 1907 hasta el 3 de enero de 1911 y un miembro de la Cámara de Representantes de los Estados Unidos por el distrito #1 de California. Nació en 1860 en Viroqua, Wisconsin y murió en 1937 en Berkeley, California.
| Predecesor: Sherman O. Houghton  | Miembro de la Cámara de Representantes de los Estados Unidos por el distrito #1 de California 4 de marzo de 1903 – 4 de noviembre de 1906 | Sucesor: William F. Englebright |
| Predecesor: George Cooper Pardee | Gobernador de California 9 de enero de 1907 – 3 de enero de 1911                                                                          | Sucesor: Hiram Warren Johnson   |

- Datos: Q775454
- Multimedia: James Gillett / Q775454